# Jean Joseph Amable Humbert
Pour les articles homonymes, voir Jean Humbert et Humbert.
 (novembre 2024).
Jean Joseph Amable Humbert, né le 22 août 1767 à Saint-Nabord (Vosges) et mort le 3 janvier 1823 à La Nouvelle-Orléans aux États-Unis, est un général de division de la Révolution française. Il est surtout connu pour son rôle décisif dans l'expédition d'Irlande en 1798.

## Biographie

### Enfance et formation
Jean Joseph Amable Humbert naît à la ferme de la Couare sur le territoire actuel de la commune de Saint-Nabord ; il est le fils de Jean-Joseph Humbert, cultivateur et négociant et de Catherine Rivat. Pendant sa jeunesse, il ne reçoit pas d'éducation en dehors de l'enseignement prodigué par l'école du village. Jeune adulte, il exerce des petits métiers dont celui de marchand de peaux de lapins.

### Sous la Révolution
Sergent de la Garde nationale de Lyon à sa création, en juillet 1789, Jean Joseph Amable Humbert s'engage au 13e bataillon de volontaires des Vosges le 1er avril 1792. Il est capitaine le 11 août 1792, lieutenant-colonel quatre jours plus tard, et général de brigade le 9 avril 1794.

#### Campagne contre les Chouans
Il fait campagne dans l'Ouest contre les Chouans. Il est à Brûlon et à Sablé, avec le représentant Thirion, en septembre 1793. En 1795, il commande la ville de Vitré. Il est aussi à Laval en 1795, où il noue des relations et négocie avec les royalistes au siège de Quiberon. Auparavant il a entamé des négociations avec les Chouans à la fin de la Terreur. L'un de leurs chefs, Boishardy, lui propose une rencontre et Humbert se rend au rendez-vous sans escorte. Boishardy, plus prudent, est venu avec 50 hommes et il est touché par cette marque de confiance. Humbert rencontre ensuite Cormatin et des pourparlers s'engagent. Ces rencontres sont à l'origine du traité de La Mabilais.
Humbert entretient des rapports presque amicaux avec des officiers chouans comme Boishardy et Boisguy. Respecté par ses adversaires, le colonel chouan Toussaint du Breil de Pontbriand écrit à son propos : « Les royalistes n'ont eu qu'à se louer de sa loyauté ».

#### Armée de Rhin-et-Moselle
En 1796, Jean Joseph Amable Humbert  est affecté à l'armée de Rhin-et-Moselle.

#### Expédition d'Irlande
Le principal titre de gloire de Jean Joseph Amable Humbert demeure sa participation à l'expédition d'Irlande. Débarqué à Killala le 22 août 1798, il remporte la bataille de Castlebar. À la tête d'une force franco-irlandaise de 2 000 soldats, il met en déroute les 6 000 Britanniques qui occupent la ville. Leur fuite aurait été si rapide que plus tard elle sera surnommée la course de Castlebar. Il remporte quelques succès avant d'être obligé de se rendre lors de la bataille de Ballinamuck le 8 septembre. Échangé fin 1798, il est affecté à l'armée du Danube puis à l'armée d'Helvétie.

#### Expédition de Saint-Domingue
À la fin de 1801, le général Humbert est envoyé à Saint-Domingue, lors de l'expédition de Saint-Domingue pour écraser la Révolution haïtienne.
Bonaparte le fait rentrer en France et démettre de tous ses titres lorsqu'il apprend qu'il a une liaison avec sa sœur Pauline Bonaparte qui a suivi à Saint-Domingue son mari, le général Charles Victoire Emmanuel Leclerc, qui dirige l'expédition et qui y meurt de la fièvre jaune.

### Vie à La Nouvelle-Orléans
Accusé de rapines et de prévarications, « de relations avec des chefs de brigands », etc. il est destitué en janvier 1803. Il rejoint alors la piraterie dans les Caraïbes, aux côtés de Jean Lafitte et d'autres réfugiés français de Saint-Domingue en Amérique.
Humbert est autorisé en 1812, à passer au service des États-Unis, où il participe à la guerre de 1812 contre les Britanniques, en particulier à la bataille victorieuse de La Nouvelle-Orléans, en 1815, où il combat dans l'armée américaine comme assistant du major-général Andrew Jackson, descendant d'Irlandais, et futur président américain. Parmi les 2000 morts et blessés côté britannique, figure leur chef, le major-général Edward Pakenham, à qui Humbert avait du remettre son épée à Ballinamuck,.
Devenu un franc-maçon éminent dans la loge de l'Étoile Polaire à La Nouvelle-Orléans, il combat par la suite brièvement pendant la guerre d'indépendance du Mexique au sein de l'armée rebelle mexicaine. 

### Mort
De retour à La Nouvelle-Orléans, il y meurt le 3 janvier 1823, à 55 ans.
Le cimetière de la rue Girod où il a été inhumé, ayant été réduit dans les années 1880 pour permettre le passage d'une rue, ses restes sont relevés et déposés dans une fosse commune, sauf son crâne qu'un certain W.M. Robinson a remis à sa loge maçonnique.

## Regards contemporains
« Le général Humbert n'avait pas d'éducation ; c'était un ancien sergent de l'armée de Louis XVI, mais il était franc, ouvert et les Royalistes n'ont eu qu'à se louer de sa loyauté. »

— Toussaint du Breil de Pontbriand

« De belle taille, en bonne santé vigoureux autant qu’on peut l’être, prompt à décider, non moins prompt à agir, apparemment maître de son art, on le devinait bon officier bien que sa physionomie empêchât de l’aimer en tant qu’homme. L’œil petit et ensommeillé, sans doute parce qu’il était toujours aux aguets, dardait des regards de travers où brillait une étincelle de cruauté : c’était l’œil d’un chat qui s’apprête à bondir sur sa proie. Son éducation et ses manières étaient celles d’une personne issue des plus basses classes de la société, encore qu’il fût capable, à l’instar de la plupart de ses compatriotes, d’adopter, au gré des circonstances, le comportement d’un parfait gentilhomme. D’éducation, il en avait si peu qu’il était à peine capable de signer son nom. Ses passions étaient furieuses et toute sa conduite était empreinte de brutalité et de violence. À l’examen, on s’avisait cependant que cette brutalité était un procédé mis en œuvre dans le seul but d’obtenir par la terreur une prompte obéissance à ses ordres. »

— Joseph Stock, évêque protestant de Killala et Achonry.

## Œuvres, événements et lieux évoquant le général Humbert
C'est particulièrement en référence à l'expédition d'Irlande, et son importance dans l'histoire irlandaise, que la mémoire du général Humbert est conservée.
- The Year of the French (nouvelle), est un livre de Thomas Flanagan sur l'arrivée des Français en 1798.
- The Year of the French (série TV) (L'Année des Français dans sa version en français) est une série télévisée (1982) de Michael Garvey, inspirée du livre de Thomas Flanagan, avec l'acteur Jean-Claude Drouot[10] dans le rôle du général Humbert.
- Deux bustes du général Humbert, sculptés par Carmel Gallagher, ont été installés en 1988 et 1989 dans un square à Killala à la suite de commémorations du débarquement des Français de 1798[11].
- Dans la province de Connacht, en Irlande, et particulièrement à Castlebar et Ballina, la mémoire du général Humbert est célébrée dans la culture populaire, comme un pub qui porte son nom, ou un festival de chansons.
- Une université d'été portant le nom de Humbert Summer School se tient chaque année en Irlande depuis 1986. Elle aborde des questions politiques et sociales de l'Irlande contemporaine, et accueille un festival de musique traditionnelle irlandaise[12].
- Un pub irlandais porte son nom rue Saint-Nicolas à La Rochelle, en France.
- Une stèle à Killala, marque l'endroit où Humbert et ses hommes ont débarqué le 22 août 1798.